# Reynolds (Indiana)
Reynolds es un pueblo ubicado en el condado de White en el estado estadounidense de Indiana. En el Censo de 2010 tenía una población de 533 habitantes y una densidad poblacional de 372,14 personas por km².

## Geografía
Reynolds se encuentra ubicado en las coordenadas 40°44′57″N 86°52′27″O / 40.74917, -86.87417. Según la Oficina del Censo de los Estados Unidos, Reynolds tiene una superficie total de 1.43 km², de la cual 1.43 km² corresponden a tierra firme y (0%) 0 km² es agua.

## Demografía
Según el censo de 2010, había 533 personas residiendo en Reynolds. La densidad de población era de 372,14 hab./km². De los 533 habitantes, Reynolds estaba compuesto por el 91.37% blancos, el 0.19% eran afroamericanos, el 2.06% eran amerindios, el 0% eran asiáticos, el 0% eran isleños del Pacífico, el 5.25% eran de otras razas y el 1.13% pertenecían a dos o más razas. Del total de la población el 9.94% eran hispanos o latinos de cualquier raza.